# Reginald Owen
Reginald Owen (Wheathampstead, Hertfordshire, 5 d'agost de 1887 − Boise, 5 de novembre de 1972) va ser un guionista, escriptor i actor anglès. Entre els seus papers: Mrs. Miniver i Random Harvest  el 1942, The Valley of Devotion  i Nacional Velvet  el 1945 i Of Human Bondage  el 1946.

## Biografia
Nascut a Wheathampstead, Anglaterra, Owen es va formar a la Royal Academy of Dramatic Art dirigida per Sir Herbert Beerbohm Tree, debutant professionalment el 1905. El 1920 va viatjar als Estats Units, treballant al principi com a actor teatral en el circuit de Broadway a Nova York, i passant més endavant a Hollywood, on va iniciar una llarga carrera cinematogràfica, arribant a convertir-se a una cara familiar per al públic gràcies a les seves múltiples actuacions per a MGM.

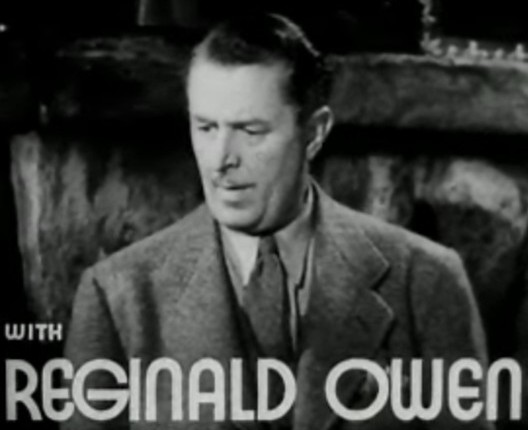
Owen a. Petticoat Fever (1936)

 Owen és potser més conegut avui dia per la seva actuació al paper de Ebenezer Scrooge en la versió rodada el 1938 de l'obra de Charles Dickens A Christmas Carol. Owen va heretar el personatge després de fracturar-se un maluc Lionel Barrymore, que l'havia encarnat a la ràdio Scrooge durant molts nadals. Owen va ser un dels únics quatre actors que van interpretar tant a Sherlock Holmes com al Doctor John H. Watson. Jeremy Brett havia encarnat a Watson al teatre nord-americà abans de ser Holmes a la televisió británica; Carleton Hobbs va fer ambdós papers en adaptacions radiofòniques britàniques, i Patrick Macnee va interpretar a ambdós personatges en telefilms nord-americans. Owen va ser el primer Watson a la cinta de 1932 Sherlock Holmes, i el mateix Holmes en la de 1933 A Study in Scarlet . Havent estat Ebenezer Scrooge, Sherlock Holmes i el Dr. Watson, Owen va tenir la rara distinció d'interpretar tres personatges clàssics de la ficció de l'època victoriana.
En els últims anys de la seva carrera, Owen va actuar al costat de James Garner en la sèrie televisiva Maverick i en un capítol de la sèrie "One Step Beyond". També va ser escollit per treballar en les pel·lícules de Walt Disney Mary Poppins i Bedknobs and Broomsticks. La seva última aparició es remunta a la tardor 1972 a Broadway, a A Funny Thing Happened on the Way to the Forum .
Reginald Owen va morir el 1972 a Boise, Idaho, a causa d'un infart agut de miocardi. Tenia 85 anys. Va ser enterrat al Cementiri Morris Hill de Boise.

## Filmografia parcial
- 1929: The Letter de Jean de Limur
- 1931: Platinum Blonde de Frank Capra
- 1934: Fashions of 1934 de William Dieterle
- 1934: The House of Rothschild d'Alfred L. Werker
- 1934: Stingaree de William A. Wellman
- 1934: Of Human Bondage de John Cromwell
- 1935: The Call of the wind de William A. Wellman
- 1935: Anna Karenina de Clarence Brown
- 1935: The Good Fairy de William Wyler
- 1935: A Tale of two Cities de Jack Conway
- 1936: The Great Ziegfeld de Robert Z. Leonard
- 1936: Rose Marie de W.S. Van Dyke
- 1937: Personal Property de W.S. Van Dyke
- 1937: The Bride Wore Red de Dorothy Arzner
- 1937: The Conquest de Clarence Brown
- 1937: Rosalie de W.S. Van Dyke
- 1937: Dangerous Number de Richard Thorpe
- 1938: Three Loves Has Nancy de Richard Thorpe
- 1939: La jungla en armes (The Real Glory) de Henry Hathaway
- 1940: The Earl of Chicago de Richard Thorpe et Victor Saville
- 1941: A woman's face de George Cukor
- 1941: They met in Bombay de Clarence Brown
- 1941: Lady Be Good de Norman Z. McLeod: Max Milton
- 1941: Tarzan's Secret Treasure de Richard Thorpe: el professor Elliott
- 1942: Woman of the Year de George Stevens: Clayton
- 1942: We Were Dancing de Robert Z. Leonard: Major Berty Tyler-Blane
- 1942: Mrs. Miniver de William Wyler: Foley
- 1942: Somewhere til find you de Wesley Ruggles: Willie Manning
- 1942: Random Harvest de Mervyn LeRoy: Biffer
- 1942: Reunion in France de Jules Dassin: Schultz
- 1943: Madame Curie de Mervyn LeRoy:  Doctor Becquerel
- 1943: Per damunt de la sospita (Above suspicion) de Richard Thorpe: Dr. Mespelbrunn
- 1944: El foc de la joventut de Clarence Brown: Farmer Ede
- 1945: The Valley of Decision: Mac McCready
- 1945: Kitty de Mitchell Leisen: Duc de Malmunster
- 1945: Captain Kidd de Rowland V. Lee: Cary Shadwell
- 1946: Monsieur Beaucaire de George Marshall: El rei Lluís XV
- 1946: Cluny Brown d'Ernst Lubitsch: Sir Henry Carmel
- 1946: The Diary of a Chambermaid de Jean Renoir: Capità Lanlaire
- 1946: Le Pays du dauphin vert de Victor Saville: Capità O'Hara
- 1947: If Winter Comes de Victor Saville: M. Fortune
- 1948: Julia Misbehaves de Jack Conway: Benny Hawkins
- 1948: Lassie a les muntanyes de casa (Hills of Home)
- 1948: Els tres mosqueters (The Three Musketeers): M. de Tréville
- 1950: The Miniver Story de Henry C. Potter: M. Foley
- 1958: Darby's Rangers de William A. Wellman: Arthur Hollister
- 1963: Five Weeks in a Balloon de Irwin Allen: el Consul
- 1964: Mary Poppins de Robert Stevenson: l'Almirall Boom
- 1972: Bedknobs and Broomsticks de Robert Stevenson: General Sir Brian Teagler